# Rogier Veenstra
Rogier Veenstra (1987. szeptember 17. –) holland labdarúgó.